# Luke Roberts (attore)
Luke Roberts (Woodbridge, 5 ottobre 1977) è un attore britannico.

## Biografia
Luke Roberts è nato il 5 ottobre 1977 a Woodbridge, nel Suffolk, Regno Unito. Lo ha reso famoso il ruolo di Joseph Byrne nella serie televisiva della BBC Holby City. Ha avuto un ruolo da protagonista nella terza stagione della soap opera Crossroads, è apparso come Captain Dan Pieterson in Mile High e ha recitato nella terza e quarta stagione di Black Sails.
Nel 2016 è entrato a far parte del cast della sesta stagione di Il Trono di Spade come Sir Arthur Dayne. Dal 2017 recita la parte di Eric Beaumont nella serie tv Ransom. Nel 2023 in collaborazione con KONAMI e Bloober Team , viene scelto come protagonista nel Remake della famosa saga di Videogiochi Survival - Horror Silent Hill , principalmente nel secondo capitolo della saga Silent Hill 2 , nelle vesti di James Sunderland.

## Filmografia parziale

### Cinema
- Pirati dei Caraibi - Oltre i confini del mare (Pirates of the Caribbean: On Stranger Tides), regia di Rob Marshall (2011)
- 300 - L'alba di un impero (300: Rise of an Empire), regia di Noam Murro (2014)
- The Batman, regia di Matt Reeves (2022)
- Dampyr, regia di Riccardo Chemello (2022)

### Televisione
- Holby City - serie TV, 202 episodi (2005-2011)
- Law & Order: UK - serie TV, episodio 6x07 (2011)
- Reign - serie TV, 2 episodi (2013)
- Wolf Hall - miniserie TV, 5 puntate (2015)
- Black Sails - serie TV, 10 episodi (2016-2017)
- Il Trono di Spade (Game of Thrones) - serie TV, episodio 6x03 (2016)
- Ransom - serie TV, 39 episodi (2017-2019)
- The Rook - serie TV, episodi 1x05-1x06-1x07-1x08 (2019)
- Cabinet of Curiosities - serie TV (2022)
- Silent Hill 2 - videogioco (2024)

## Doppiatori italiani
- Alessandro Budroni in Il Trono di Spade, Cabinet of Curiosities
- Francesco Prando in The Batman
- Mattia Bressan in Ransom
- Andrea Lavagnino in Black Sails
- Simone D'Andrea in Dampyr